# Giáo hội Satan
Giáo hội Satan hay "Nhà thờ Satan" (Church of Satan) là một tổ chức tôn giáo dành riêng cho Satan giáo như được hệ thống hóa trong Kinh Satan (The Satanic Bible). Nhà thờ Satan được thành lập tại Nhà Đen ở San Francisco, California, vào Walpurgisnacht (30 tháng 4 năm 1966), bởi Anton LaVey Szandor, giữ chức vụ Thượng tế (High Priest) cho đến khi ông qua đời vào năm 1997. Năm 2001, Peter H. Gilmore được bổ nhiệm vị trí High Priest, và trụ sở của nhà thờ đã được chuyển đến Hell's Kitchen, Manhattan, Thành phố New York. 
Giáo hội này không tin vào Ma quỷ, không theo quan niệm của Cơ đốc giáo hay quan niệm Hồi giáo về Satan. Peter H. Gilmore mô tả các thành viên của tổ chức này là "những người vô thần hoài nghi", theo gốc tiếng Do Thái của từ "Satan" là "kẻ thù nghịch". Giáo hội coi Satan như một nguyên mẫu tích cực đại diện cho lòng kiêu hãnh, chủ nghĩa cá nhân và sự khai sáng, và là biểu tượng của sự thách thức chống lại các tôn giáo khởi nguồn từ Abraham mà LaVey đã chỉ trích vì những gì ông coi là đàn áp bản năng tự nhiên của con người.
Giáo hội Satan mô tả cơ sở cấu trúc của nó như một cabal là "một hệ thống tế bào ngầm gồm những cá nhân chia sẻ nền tảng triết học (của chúng ta)".  Tư cách thành viên trong Church of Satan có hai cấp độ: thành viên đã đăng ký và thành viên tích cực. Thành viên đã đăng ký là những người chọn liên kết ở cấp độ chính thức bằng cách điền các thông tin cần thiết và gửi lệ phí đăng ký một lần. Tư cách thành viên tích cực có sẵn cho những người muốn đóng vai trò tích cực hơn trong tổ chức và phải hoàn thành đơn đăng ký toàn diện hơn. Tổ chức không tiết lộ số thành viên chính thức. Giáo hội này cung cấp các dịch vụ đám cưới, tang lễ và rửa tội cho các thành viên. Các nghi lễ như vậy được thực hiện bởi một thành viên của chức tư tế của Giáo hội.
Giáo hội Satan duy trì cách tiếp cận thuần túy nhất đối với chủ nghĩa Satan như LaVey đã giải thích, bác bỏ tính hợp pháp của bất kỳ tổ chức nào khác tự xưng là Satan. Các học giả đồng ý rằng không có tài liệu nào đáng tin cậy về tính liên tục của Satan trước khi Nhà thờ Satan được thành lập.  Đây là nhà thờ có tổ chức đầu tiên trong thời hiện đại được tôn sùng hình ảnh của Satan, và theo Faxneld và Petersen, Nhà thờ đại diện cho "tổ chức công khai đầu tiên, hoàn toàn mở trước công chúng và lâu dài, đã tạo ra một diễn ngôn mang tính Satan một cách mạch lạc". 